# Резолюция 121 на Съвета за сигурност на ООН
Резолюция 121 на Съвета за сигурност на ООН е приета на 12 декември 1956 г. по повод кандидатурата на Япония за членство в ООН. С Резолюция 121 Съветът за сигурност препоръчва на Общото събрание на ООН Япония да бъде приета за член на Организацията на обединените нации.